# Porto di Santarém
Il Porto di Santarém (in portoghese: Porto de Santarém) è uno dei principali porti di Brasile. È un porto fluviale situato nella città di Santarém, Pará. Si trova a Ponta do Salé, sulla riva destra del fiume Tapajós, a circa 3 km dalla confluenza con il Rio delle Amazzoni e ad una distanza fluviale di 876 km da Belém.

## Storia
La proposta per la costruzione del porto è nata dal Piano di integrazione nazionale, messo in pratica nei primi anni '70 dal governo militare, che prevedeva la costruzione di autostrade BR-230 e BR-163. Il l'ancora di questo piano era la costruzione di un porto federale a Santarém, che avrebbe consentito il flusso di materie prime e merci con la regione della Bassa e Media Amazzonia. Il porto è stato inaugurato l'11 febbraio 1974, ricevendo navi da carico e passeggeri, che utilizzavano, in modo precario, il vecchio magazzino comunale di Santarém.

## Presente
Il porto di Santarém è destinato alle operazioni con rinfuse solide e merci generiche. Opera con rinfuse solide di origine vegetale e fertilizzanti, rinfuse liquide derivate da petrolio (combustibili e GPL), passeggeri (navi fluviali e da crociera) e merci varie. Negli anni 2015 e 2016, tra i carichi rilevanti, il Complesso di Santarém ha movimentato rispettivamente 4,5 milioni e 4,3 milioni di tonnellate di rinfuse vegetali solide, compresi i carichi di soia e mais. La movimentazione dei cereali nel porto di Santarém avviene in due direzioni: sbarchi ed esportazioni della navigazione interna, con l'80% del carico originario di Porto Velho (Rondônia), dove vengono movimentati i chicchi del Mato Grosso e della Rondônia, e il 20% del carico proviene da Miritituba, Pará, che trasporta il grano dal Mato Grosso. Il totale degli sbarchi per la navigazione interna viene esportato, così come una porzione di grano proveniente dal Pará che arriva in autostrada. La soia va principalmente in Cina, Regno Unito, Paesi Bassi, Francia, Spagna e Italia e, in misura minore, in Arabia Saudita, Germania, Egitto e Algeria. Il mais, da parte sua, viene esportato verso destinazioni più diverse, con enfasi su: Algeria, Egitto e Repubblica Dominicana.
L'accesso marittimo è effettuato dai fiumi Tapajós e Amazon. L'accesso stradale tramite BR-163 e BR-230 sono le opzioni. Non c'è accesso alla ferrovia, tuttavia, sono previsti investimenti in questa modalità, con la costruzione di Ferrogrão.
La pavimentazione totale della BR-163, completata alla fine del 2019, ha aumentato la domanda del porto di Santarém, poiché si trova a circa 1000 km dallo stato del Mato Grosso (il più grande produttore di soia, mais e cotone in paese), un percorso inferiore a 2000 km in direzione di Porto di Santos. Nel 2019, si è classificato al primo posto tra i 19 terminal che hanno registrato una crescita del volume di merci movimentate in tutto il paese. Ha trasportato più di 12 milioni di tonnellate quest'anno.